# Cuphea rhodocalyx
Cuphea rhodocalyx är en fackelblomsväxtart som beskrevs av Alicia Lourteig. Cuphea rhodocalyx ingår i släktet blossblommor, och familjen fackelblomsväxter. Inga underarter finns listade i Catalogue of Life.